# Дюлак, Жермен
Жермен Дюлак (фр. Germaine Dulac; 17 ноября 1882, Амьен — 13 июля 1942, Париж) — французский кинорежиссёр, сценаристка и теоретик кино.

## Биография
Настоящая фамилия Сессе-Шнейдер. В юности она увлекалась музыкой и фотографией. С 1909 года Дюлак работала в качестве театрального критика и журналиста, а в 1914 году она начала работать в кино. В её творческой практике чередуются заурядные коммерческие постановки с экспериментальными фильмами. Уже в 1915 году она самостоятельно поставила фильм.
В 1919 году Жермен поставила фильм по сценарию Луи Деллюка (его первый сценарий) — «Испанский праздник», а в 1923 году на экраны вышел её фильм «Улыбающаяся мадам Бедэ», в основу которого была положена пьеса Андре Обея и Дени Амьеля, который приносит Дюлак международную известность.  С точки зрения сюрреалистического опыта особый интерес представляет фильм «Раковина и священник», поставленный по сценарию поэта Антонена Арто. Считается, что последовавший за этим разрыв Дюлак с сюрреалистами немало способствовал тому забвению, в котором на несколько десятилетий оказалась режиссер. Вместе с Луи Деллюком, Абелем Гансом, Марселем Л’эрбье и Жаном Эпштейном  её относят к французскому киноавангарду, который пытался превратить искусство кино в некоторую особую область, утверждая свое желание разорвать связь с другими видами искусства (литература, театр). Именно она первой употребила термин «авангард» для обозначения экспериментального направления во французском кино (а в 1932 г. написала раздел «Кино авангарда» для фундаментального труда «Кино от возникновения до наших дней»).
Автор тридцати художественных лент, «кинохроник» и документальных фильмов, Дюлак была и известным теоретиком, которая в своих многочисленных статьях и лекциях пыталась определить «кино как таковое» и ратовала за то, чтобы оно было воспринято широкой публикой. Признавая движение главным компонентом кинематографического образа, она выступала за повествование не через механическое разворачивание фабулы, но через фотогеническое движение, способное, по её мнению, тоньше передать человеческую психологию.  Дюлак считает, что кинематограф порождает особую чувствительность, мобилизует иной, нежели прочие искусства, тип восприятия. Фильм должен вызывать у зрителя такое же ощущение, как музыка у слушателя. В своих картинах ("Приглашение к путешествию", "Пластинка № 927", "Арабеска") она искала зрительные эквиваленты музыкальных произведений Бетховена, Шопена, Дебюсси, соединяя кадры на основе ассоциаций и мелодико-ритмической закономерности. Подобно тому, как звук непосредственно достигает слуха, кино точно так же способно стать настоящей музыкой для зрительного нерва.
В период 1930—1940 Жермен работала директором хроники «Пате-журнал», возглавляла также киножурнал «Франс актюалите» и ввела в обиход термин «авангард» для обозначения экспериментального направления французского кино 1920-х годов.
Жермен Дюлак является автором нескольких порнографических фильмов.

## Фильмография
- 1915 — Сестры-враги / Sceurs enemies
- 1916 — Ураган жизни / Geo le mysterieux. L’ouragan de la vie
- 1917 — Души безумцев / Ames defua
- 1919 — Испанский праздник / La feteespagnole
- 1921 — Смерть солнца / La mortdusoleil
- 1923 — Улыбающаяся мадам Беде / La Souriante Madame Beudet
- 1924 — Дьявол в городе / Le diable dans la ville
- 1925 — Душа артистки / Âme d’artiste
- 1926 — Приглашение к путешествию
- 1927 — Раковина и священник / La Coquille et le clergyman
- 1929 — Пластинка 927 / Disque 927
- 1929 — Арабеска / Arabesque
- 1929 — Темы и вариации / Themes et variations
- Любовь поэта
- Ноги-руки